# Vicomté d'Ayala
 (décembre 2022).
Si vous disposez d'ouvrages ou d'articles de référence ou si vous connaissez des sites web de qualité traitant du thème abordé ici, merci de compléter l'article en donnant les références utiles à sa vérifiabilité et en les liant à la section « Notes et références ».
La vicomté d'Ayala (en espagnol, Vizcondado de Ayala) est un titre de noblesse espagnol créé par lettres patentes du 28 septembre 1852 (confirmé le 31 juillet 1865) par la reine Isabelle II en faveur de Juan de la Pezuela, capitaine général des armées et homme politique.
Il a été restauré en 1930 par le roi Alphonse XIII en faveur de Rafael de Ceballos-Escalera y Sola, et l'actuel titulaire est Alfonso de Ceballos-Escalera y Gila (1957 - ).

## Liste des vicomtes
- Juan de la Pezuela (1809 - 1906), Ier vicomte d'Ayala ;
- Gonzalo de la Pezuela y Ayala (1841 - 1900), 2nd vicomte et fils du premier ;
- Francisco Javier de la Pezuela y Roget (1872 - 1905), 3e vicomte et neveu du précédent ;

De 1905 au 17 décembre 1930, le titre tombe en désuétude.
- Rafael de Ceballos-Escalera y Meléndez de Ayones (1859 - 1932), 4e vicomte ;
- Julia de Ceballos-Escalera y Álvarez-Sola (? - 1965), 5e vicomtesse et fille du précédent ;
- Rafael de Ceballos-Escalera y Sola (1894 - 1980), 6e vicomte et frère de la précédente ;

- Antonio de Ceballos-Escalera y Contreras (1923 - 2010), 7e vicomte et fils du précédent, avocat ;
- Alfonso de Ceballos-Escalera y Gila (1957 - ), 8e et actuel vicomte, fils du précédent.

## Sources
- (es) Cet article est partiellement ou en totalité issu de l’article de Wikipédia en espagnol intitulé « Vizcondado de Ayala » (voir la liste des auteurs).